# Saúl Berjón Pérez
Saúl Berjón Perez (Oviedo, Astúries, 24 de maig de 1986) és un exfutbolista asturià, que jugava com a davanter.